# 生きのびるために (2017年の映画)
『生きのびるために』（いきのびるために、英: The Breadwinner、別題『ブレッドウィナー』）は、カートゥーン・サルーンのノラ・トゥーミー監督による2017年のアニメーション映画。ミミ・ポーク・ギトリンとアンジェリーナ・ジョリーがエグゼクティブ・プロデューサーを務めている。デボラ・エリスのベストセラー小説を原作としており、映画はカナダ、アイルランド、ルクセンブルクで共同製作され、2017年11月17日に公開された。
公開に先立ち、映画は2017年9月の第42回トロント国際映画祭でワールド・プレミア上映された。『生きのびるために』は第90回アカデミー賞長編アニメ映画賞にノミネートされた。
2001年のターリバーン政権下のアフガニスタンが舞台で、父親が娘に本を読ませた罪で拘束された少女パヴァーナが主人公である。
日本では『生きのびるために』というタイトルで2018年6月1日よりNetflixで配信されたが、2019年12月20日より『ブレッドウィナー』というタイトルで劇場公開された。

## 声の出演
- パーヴァナ (Parvana): サーラ・チャウドリー (小松奈々さん)[9]
- シャウジア / デロワール: ソーマ・バティア[4]
- ヌルラ・ハ: アリ・バドシャー[4]
- イドリースとスレイマン: ノーリン・グラムゴウス[10]
- キルン所有者: ケイン・マホン[11]
- ファッテマ: ラアラ・サディク[4]
- ソラヤ: シャイスタ・ラティフ[4]
- 魔女 / 中庭の女性: カンザ・フェリス
- ラザク: カワ・アダ[4]
- ダリア / ジュース販売者 / 刑務所の看守: アリ・カズミ[11]
- メガフォン / 市場の売り手: ムラン・フォルハード[4]
- 屋台の売り手 / 果物売り / 自転車の警備員 / ティーンエイジャーの少年#2: レザ・ショレフ[4]

## スタッフ
- 原作・脚本原案 - デボラ・エリス
- 監督 - ノラ・トゥーミー
- 助監督・ストーリーボード監修 - スチュアート・シャンクリー
- 脚本 - アニータ・ドロン
- ヘッドオブストーリー - ジュリアン・ルニャール
- ストーリーボード - ジュリアン・ルニャール、ジョバンナ・フェラーリ、リッケ・スコウゴー、ミエラ・セラ、トム・ムーア
- アートディレクター - ラーサ・リアヒ、キアラン・ダフィー
- コンセプトデザイン - エイドリアン・ミリガウ、ロス・スチュアート、ノラ・トゥーミー、トム・ムーア、ジェーン・バプテスト・ヴェンダム、マリオン・ブロット
- キャラクターデザイン - ラーサ・リアヒ、サンドラ・ノルプ・アンダーセン
- アニメーションディレクター - ファビアン・アーリンハウザー
- レイアウト監修 - キアラン・ダフィー、スチュアート・シャンクリー、デニス・ランバート
- 作画監督 - ファビアン・アーリンハウザー、ニコラス・ドゥブレ
- 背景監修 - キアラン・ダフィー、パスカル・ジェラード
- 特殊効果スーパーバイザー - クラウディオ・パッチャレッリ
- CGデザインスーパーバイザー - ヴァレンティン・ワイリック
- テクニカルディレクター・背景キャラクター監修 - マーク・マラリー
- 物語パート演出 - ジェレミー・パーセル
- 物語パートアニメーションディレクター - ロレイン・ローダン
- GURUスタジオアートディレクター  - サナタン・スリャヴァンシ
- 撮影監督 - シェルドン・リソイ
- 編集 - ダレイ・バーン
- キャスティングディレクター - マリー・アン・リドリー
- 方言指導 - カワ・アーダ
- サウンドデザイン - J・R・ファウンテン
- 音楽 - マイケル・ダナ、ジェフ・ダナ
- ラインプロデューサー・制作統括 - カーチャ・シューマン
- プロデューサー - アンソニー・レオン、アンドリュー・ローゼン、ポール・ヤング、トム・ムーア、ステファン・ローランツ
- エグゼクティブプロデューサー - アンジェリーナ・ジョリー、ゲリー・シーレン、ミミ・ポーク・ギトリン、ジョン・レヴィン、レジーナ・K・スカリー、エリック・ベックマン、デヴィッド・ジェスタート、メアリー・ブレディン、フランク・ファルコーネ、カリム・アメア、ジャハニ・ヌージャイム
- 制作 - カートゥーン・サルーン、エアクラフト・ピクチャーズ、メリュジーヌ・プロダクション
- 共同制作 - スタジオ352、GURUスタジオ、テクニカラー、ヨーロピアン・フィルムボンズ、ドイツ・フィルムフェアズィッヒェルングス・ゲマインシャフト、アクトラ、ディレクターズ・ギルド・オブ・カナダ
- 製作サポート - フィルム・ファンド・ルクセンブルク
- 共同製作 - テレフィルムカナダ、テレフィルムカナダ・タレントファンド、Bórd Scannán na hÉireann/アイルランド映画委員会
- 製作著作 - Breadwinner Canada Inc.、カートゥーン・サルーン、メリュジェーヌ・プロダクション

## 受賞歴
| 賞                               | 日付          | 部門                             | 受賞者                                                                                                | 結果       | 出典          |
| -------------------------------- | ------------- | -------------------------------- | --- | ---------- | ------------- |
| アニー賞                         | 2018年2月3日  | 長編インディペンデント作品賞     | 『生きのびるために』                                                                                  | 受賞       | [ 12 ]        |
| アニー賞                         | 2018年2月3日  | 長編作品キャラクターデザイン賞   | レザ・リアヒ、ルイーズ・バッグナル、アリス・デュドネ                                                  | ノミネート | [ 12 ]        |
| アニー賞                         | 2018年2月3日  | 長編作品監督賞                   | ノラ・トゥーミー                                                                                      | ノミネート | [ 12 ]        |
| アニー賞                         | 2018年2月3日  | 長編作品音楽賞                   | マイケル・ダナ、ジェフ・ダナ                                                                          | ノミネート | [ 12 ]        |
| アニー賞                         | 2018年2月3日  | 長編作品プロダクションデザイン賞 | シアラン・ダッフィー、ジュリアン・ルニャール、ダビー・ザイナブ・ファイディ                            | ノミネート | [ 12 ]        |
| アニー賞                         | 2018年2月3日  | 長編作品ストーリーボーディング賞 | ジュリアン・ルニャール                                                                                | ノミネート | [ 12 ]        |
| アニー賞                         | 2018年2月3日  | 長編作品声優賞                   | サラ・チャウドリー                                                                                    | ノミネート | [ 12 ]        |
| アニー賞                         | 2018年2月3日  | 長編作品声優賞                   | ラアラ・サディク                                                                                      | ノミネート | [ 12 ]        |
| アニー賞                         | 2018年2月3日  | 長編作品脚本賞                   | アニータ・ドロン                                                                                      | ノミネート | [ 12 ]        |
| アニー賞                         | 2018年2月3日  | 長編作品編集賞                   | ダラ・バーン                                                                                          | ノミネート | [ 12 ]        |
| アカデミー賞                     | 2018年3月4日  | 長編アニメ映画賞                 | ノラ・トゥーミーとアンソニー・レオ                                                                    | ノミネート | [ 13 ]        |
| カナダ・スクリーン・アワード     | 2018年3月11日 | 作品賞                           | アンドリュー・ローゼン、アンソニー・レオ、ポール・ヤング、トム・ムーア、ステファン・ローランツ        | ノミネート | [ 14 ] [ 15 ] |
| カナダ・スクリーン・アワード     | 2018年3月11日 | 脚色賞                           | アニータ・ドロン                                                                                      | 受賞       | [ 14 ] [ 15 ] |
| カナダ・スクリーン・アワード     | 2018年3月11日 | 編集賞                           | ダラ・バーン                                                                                          | ノミネート | [ 14 ] [ 15 ] |
| カナダ・スクリーン・アワード     | 2018年3月11日 | 音声編集賞                       | ネルソン・フェレイラ、ジョン・エリオット、J. R.ファウンテン、ダシャン・ナイドー、テイラー・ウィッタム | 受賞       | [ 14 ] [ 15 ] |
| カナダ・スクリーン・アワード     | 2018年3月11日 | 作曲賞                           | マイケル・ダナ、ジェフ・ダナ                                                                          | 受賞       | [ 14 ] [ 15 ] |
| カナダ・スクリーン・アワード     | 2018年3月11日 | 歌曲賞                           | 『The Crown Sleeps』カイス・エッサールとジョシュア・ヒル                                              | 受賞       | [ 14 ] [ 15 ] |
| 平和映画賞                       | 2018年2月19日 | 正義のための平和映画賞           | 『生きのびるために』                                                                                  | 受賞       | [ 16 ]        |
| クリティクス・チョイス・アワード | 2018年1月11日 | アニメ映画賞                     | 『生きのびるために』                                                                                  | ノミネート | [ 17 ]        |
| ゴールデングローブ賞             | 2018年1月7日  | アニメ映画賞                     | 『生きのびるために』                                                                                  | ノミネート | [ 18 ]        |
| ゴールデン・トマト賞             | 2018年1月3日  | 2017年のベストアニメ映画         | 『生きのびるために』                                                                                  | 4位        | [ 19 ]        |
| ロサンゼルス映画批評家協会賞     | 2018年1月13日 | アニメ映画賞                     | 『生きのびるために』                                                                                  | 受賞       | [ 20 ]        |
| ワシントンD.C.映画批評家協会     | 2017年12月8日 | アニメ映画賞                     | 『生きのびるために』                                                                                  | ノミネート | [ 21 ]        |
| アヌシー国際アニメーション映画祭 | 2018年6月16日 | 観客賞                           | 『生きのびるために』                                                                                  | 受賞       | [ 6 ]         |
| アヌシー国際アニメーション映画祭 | 2018年6月16日 | 審査員賞                         | 『生きのびるために』                                                                                  | 受賞       | [ 6 ]         |